# دين روزنتال
دين روزنتال (بالإنجليزية: Dean Rosenthal)‏ هو ملحن أمريكي، ولد في 1974 في كونكورد في الولايات المتحدة.